# روب جونسون (لاعب كرة قدم أمريكية)
روب جونسون (بالإنجليزية: Rob Johnson)‏ هو لاعب كرة قدم أمريكية أمريكي، ولد في 18 مارس 1973 في شاطئ نيوبورت في الولايات المتحدة.

## وصلات خارجية
- روب جونسون على موقع مرجع كرة القدم المحترفة.كوم (الإنجليزية)